# El Debate
El Debate fue un periódico español editado en Madrid entre 1910 y 1936. Perteneciente a la Editorial Católica, a lo largo de su existencia la publicación mantuvo una línea editorial de corte conservador y católico. El último número salió en julio de 1936, tras el estallido de la Guerra civil española; durante la contienda sus instalaciones fueron confiscadas por las autoridades republicanas. Tras el final de la guerra se llegaría a editar una edición especial de El Debate; pero la dictadura franquista no autorizó su puesta en marcha de nuevo, lo que significó su desaparición definitiva.

## Historia
Fue creado por el periodista Guillermo de Rivas y dirigido en sus comienzos por Basilio Álvarez. Sin embargo, al año de su aparición sería vendido, con una etapa intermedia durante la que fue propiedad de Santiago Mataix, a la Asociación Católica Nacional de Propagandistas (ACNdP), haciéndose con la dirección Ángel Herrera Oria, en noviembre de 1911. Posteriormente, el rotativo pasaría a ser propiedad de la Editorial Católica, creada en 1912. 
Las crónicas bélicas de la Primera Guerra Mundial acompañadas con mapas de Armando Guerra multiplicaron la tirada del periódico. Durante estos años El Debate fue subvencionado económicamente por parte de la embajada alemana y mantuvo una línea editorial abiertamente germanófila.
En 1929 impulsó su propia agencia de noticias, Logos, que posteriormente lo sería del grupo Editorial Católica. 

### Segunda República
Durante el período de la Segunda República el Gobierno suspendió su actividad en varias ocasiones. El primer secuestro se produjo del 10 al 11 de mayo de 1931, tras las reformas del Gobierno provisional en materia religiosa. Se extendió hasta el 20 de mayo, en el que el diario acusó al Ejecutivo de sinrazón y desprecio al sector de la población que El Debate representaba, máxime cuando ya se habían convocado las elecciones constituyentes. Perteneciente al mismo entorno del que surgió el partido Acción Popular, era el medio de expresión oficioso de su sucesor, la CEDA, la coalición derechista que ganó las elecciones en 1933. En 1935, la Editorial Católica adquirió una moderna rotativa, situada en el número 4 de la calle de Alfonso XI, en la que se pasó a imprimir El Debate y un periódico de nueva creación, el vespertino Ya.
Se calcula que en 1931 tenía una tirada diaria entre los 60 000 y 80 000 ejemplares, y en 1936 de unos 80 000 ejemplares. Su último director fue Francisco de Luis, tras la dimisión de Ángel Herrera Oria en febrero de 1933. A partir de esta etapa El Debate adquirió ciertas posturas antisemitas, en consonancia con la posición antijudeo-masónica de su director. El diario publicó un editorial el 12 de abril de 1933 titulado Todo es relativo donde criticaba la ayuda ofrecida por el Gobierno republicano al científico Albert Einstein para instalarse en España, y se refería a Einstein como «el judío». También se criticó desde sus páginas la acogida en Barcelona de miles de judíos exiliados de la Alemania nazi en 1935.
Alineado con las propuestas de la CEDA, el periódico defendió una línea editorial accidentalista, aunque esta postura inicial con el paso del tiempo fue desdibujándose para terminar desembocando en una postura marcadamente antirrepublicana. El último número de El Debate salió a la calle el 19 de julio de 1936. Ese mismo día el gobierno, acogiéndose a la Ley de Defensa de la República, divulgó a través de Unión Radio la incautación del periódico:

Los periódicos Ya, El Debate, Informaciones, El Siglo Futuro y ABC han sido incautados por el Gobierno, pasando a ser propiedad del Estado. Se ha encargado de la dirección y redacción de dichos periódicos a periodistas de reconocida filiación republicana. El pueblo debe respetar dicha propiedad, que ha dejado de ser particular. Los periódicos serán publicados en todo conforme al régimen republicano.

De esta forma, las instalaciones donde se imprimían los periódicos de la Editorial Católica fueron confiscadas por diversos integrantes del Frente Popular. Mundo Obrero, el portavoz del Partido Comunista de España (PCE), fue impreso utilizando el material de Ya, en tanto que Política, el órgano de comunicación de Izquierda Republicana (IR), se quedó con el de El Debate. Tras la guerra civil, un grupo de sus antiguos redactores y alumnos de la Escuela de Periodismo dirigidos por Nicolás González Ruiz lanzaron un número especial de El Debate el 28 de marzo de 1939, inmediatamente después de la entrada de las tropas franquistas en la capital. Pero, ante la prohibición de la dictadura de restablecer El Debate, la empresa de la Editorial Católica recuperó su herencia en el diario Ya, de menor significación política.
En octubre de 2021, se presentó un periódico digital llamado El Debate «que pretende recoger la herencia de la histórica publicación.»